# 漳州卫
漳州卫是明代至清初的一处卫所。
洪武元年（1368年）五月置，治所在今福建省漳州市，属福建都指挥使司管辖，领龙岩中中千户所、南诏千户所。清朝康熙五年（1666年）被废止。